# Matti Louhivuori
Matti Louhivuori (14 de septiembre de 1928 – 31 de agosto de 1977) fue un músico y cantante de schlager finlandés.

## Biografía

### Inicios
Su nombre completo era Matti-Lauri Louhivuori, y nació en Heinola, Finlandia, ciudad en la que pasó su primera infancia, mudándose la familia en años posteriores a Sysmä. Su primer instrumento fue el violín, que tocaba de oído, y con el cual llegó a ganar un concurso en Heinola. Louhivuori también dominaba la guitarra, habiendo recibido lecciones del instrumento por parte de Ingmar Englund. 

### Carrera como cantante
Aunque para ganarse la vida trabajaba como conductor de automóviles, Matti Louhivuori empezó a cantar en algunas bandas de su región natal. Reino Helismaa lo oyó cantar en un concierto, y lo presentó al productor Toivo Kärki, el cual quedó convencido de las habilidades de Louhivuori, admitiéndolo como solista de su propia banda. 
Louhivuori mostró sus dotes naturales como cantante en sus primeras grabaciones en 1951: ”Kievarin Kirsti” y ”Silkki-Saara”. Grabó originalmente ”Reppu ja reissumies”, ”Kulkurin iltatähti” y ”Neljän tuulen tiellä”, las cuales son más conocidas en la actualidad por las grabaciones efectuadas por Tapio Rautavaara. Otras canciones de éxito interpretadas por él fueron ”Me tulemme taas”, ”Muhoksen Mimmi” y ”Minä soitan sulle illalla”. 
Al principio de su carrera Louhivuori actuó en giras con Toivo Kärki como solista junto a Henry Theel, y más adelante con Reino Helismaa y con el grupo femenino Metro-tytöt. En dicho grupo colaboró con Jorma Juselius, siendo también cantante solista de la orquesta Humppa-Veikot en la década de 1960.
A finales de los años 1950 hizo pocas grabaciones, pero incrementó dicha actividad con el comienzo de la siguiente década. Sin embargo, su estilo en los años 1960 y 1970 iba quedando anticuado, y no era seguido por el público más juvenil. Louhivuori hizo su última grabación con el álbum Maailman Matti (1975), reuniendo en su carrera un total de 181 grabaciones.

### Vida privada
Matti Louhivuori estuvo casado desde 1952 con una de las componentes de Metro-tytöt, Hertta Louhivuori (nacida Väkeväinen, 1916–2010). Se casaron durante una gira de conciertos por Laponia. En agosto de 1977 él sufrió una hemorragia cerebral mientras dormía. Trasladado a un hospital de Helsinki, falleció más tarde. Tenía 48 años de edad, aunque se había retirado unos años antes.

## Discografía
- 1965 : Reipasta rallia (con Reino Helismaa y Lasse Kuusela)
- 1971 : Me tulemme taas
- 1975 : Maailman Matti
- 1999 : Unohtumattomat
- 2015 : Ohikulkija vain